# 데이비드 드러먼드 (기업인)

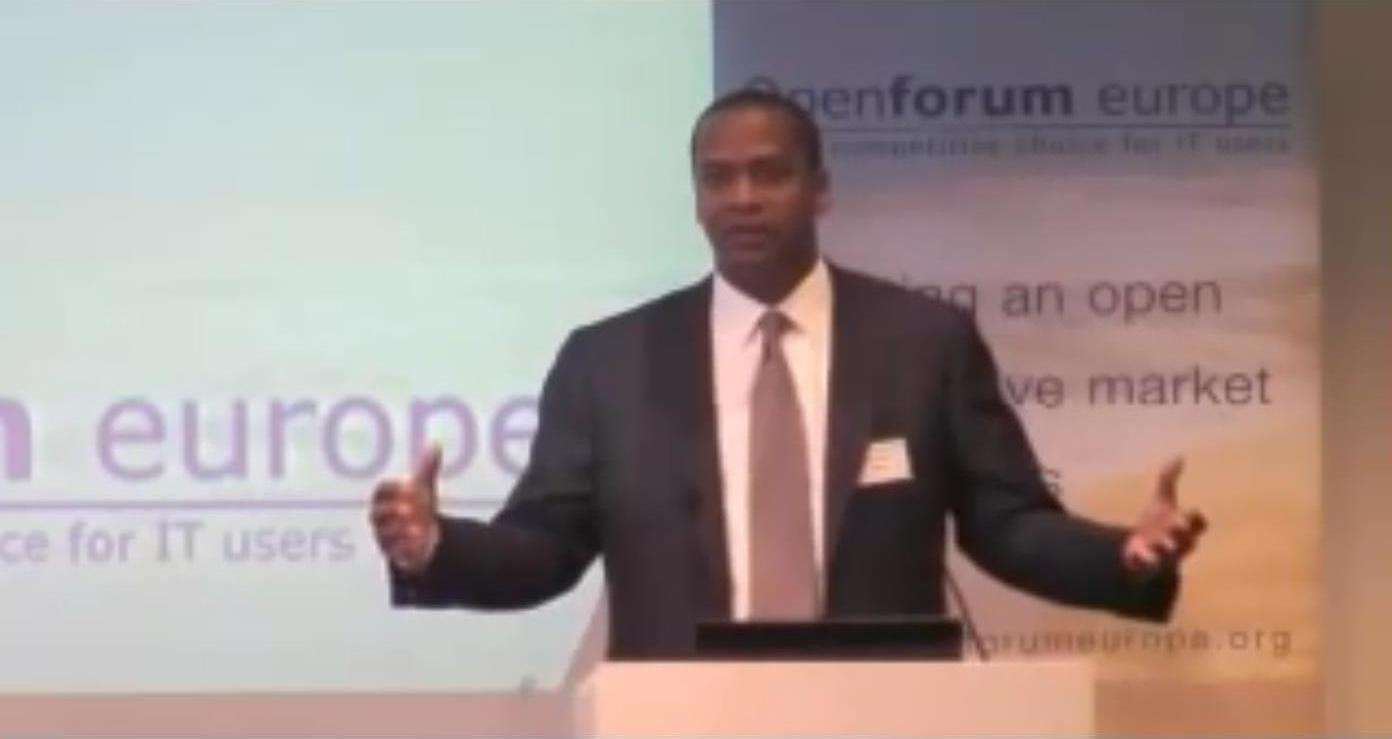

데이비드 드러먼드(David Drummond, 1963년 3월 6일 ~ )는 미국의 사업가이자 변호사이다. 알파벳사의 사내변호사이자 기업개발 SVP(senior vice president)를 역임했다. 그리고 이전에 구글에서도 일했다. 드러먼드는 "윌슨 손시니 굿리치 앤드 로사티" 로펌의 파트너를 역임했고 이후 소프트웨어 기업 스마트포스의 최고재무관리자를 역임했다. 드러먼드는 2020년 1월 31일 알파벳에서 은퇴했다.